# Persona 2: Innocent Sin
 (novembre 2012).
Si vous disposez d'ouvrages ou d'articles de référence ou si vous connaissez des sites web de qualité traitant du thème abordé ici, merci de compléter l'article en donnant les références utiles à sa vérifiabilité et en les liant à la section « Notes et références ».
Persona 2 (ペルソナ2, Perusona Tsū) correspond à deux jeux vidéo de rôle développés par la société japonaise Atlus et édités en deux titres distincts : Innocent Sin (罪, Tsumi) et Eternal Punishment (罰, Batsu). Ils sont sortis respectivement en 1999 et 2000 sur PlayStation, puis portés respectivement sur PlayStation Portable en 2011 et 2012. Les sous-titres sont en japonais des clins d'œil à Crime et Châtiment.

## Trame
Dans la ville fictive de Sumaru, un jeune lycéen nommé Tatsuya Suou vit dans la solitude, avec une certaine réputation de petit voyou. Quand un autre adolescent difficile, Eikichi Mishina dit 
« Michel », le met au défi d'appeler le Joker, un être mystérieux qui apparaît à ceux qui composent leur propre numéro de portable, Tatsuya et son amie Lisa Silverman (alias « Ginko ») décident d'accepter.
Or, non seulement le Joker existe bel et bien, mais en plus il semble éprouver une forte rancune contre les trois jeunes gens. Pour découvrir la vérité, ils devront le rechercher, avec l'aide de la journaliste Maya Amano et de sa photographe Yukino.

## Système de jeu
Innocent Sin est un RPG à combats aléatoires au tour par tour. Cinq combattants peuvent utiliser toutes les Personae du jeu, et en tirer des caractéristiques et pouvoirs différents.
Il est possible de combiner certains sorts pour lancer des sorts fusionnés, un élément présent de façon simplifiée dans Persona 3 et absent des quatrième et cinquième opus.
La négociation avec les démons est également présente. Elle permet d'obtenir les cartes de tarot nécessaires à l'obtention de nouvelles Personae.

## Localisation
Sorti en 1999 sur PlayStation au Japon, le jeu n'a pas été adapté en anglais et commercialisé aux États-Unis. Une raison probable souvent évoquée sur Internet est que, pour sortir dans un pays comme les États-Unis, le jeu aurait dû être censuré à l'extrême. Plusieurs thèmes rencontrés (l'homosexualité ou le Troisième Reich) y étaient alors plus que tabous. Des fans ont cependant réalisé une traduction amateur non officielle qui circule sur Internet. 
En 2011, le jeu est réédité sur PSP, avec quelques ajouts comme deux scénario bonus et une nouvelle interface. Contre toute attente, cette version sort aux États-Unis ainsi qu'en Europe sous le titre Shin Megami Tensei: Persona 2 - Innocent Sin.

## Accueil
- Famitsu : 33/40 (PS)[1] - 29/40 (PSP)[2]
- GameSpot : 9,2/10 (PS)[3] - 5/10 (PSP)[4]
- IGN : 8/10 (PSP)[5]